# Estación Villa Elisa
Villa Elisa es una estación ferroviaria de la localidad homónima, partido de La Plata, Provincia de Buenos Aires, Argentina.

## Servicios
Es una estación intermedia del servicio eléctrico metropolitano de la Línea General Roca desde la Estación Plaza Constitución a la estación La Plata.
En ella se produce el empalme con otro ramal de la misma red que conecta con la estación Temperley. Fue establecida en 1884 con el nombre de Empalme Pereyra por el Ferrocarril Oeste de Buenos Aires, compañía de propiedad del gobierno provincial, en el ramal que vinculaba Tolosa con la estación Pereyra del Ferrocarril Buenos Aires al Puerto de la Ensenada y, a través del ramal a Temperley, con el Ferrocarril del Sud. Este último adquirió el ramal, junto con otras instalaciones del FCO en La Plata y sus alrededores, en 1890. Al nacionalizarse los ferrocarriles y reorganizarse las redes entre 1946 y 1948, pasó a ser parte de la red del Ferrocarril General Roca.

## Historia
Recibía trenes provenientes de la estación Bosques y que paraban en el apeadero Juan Vucetich, ahora sólo hay servicio hasta la estación Gutiérrez; por dicho ramal únicamente circulan trenes de cargas y de forma ocasional servicios con pasajeros únicamente en caso de accidentes o cortes en la vía Quilmes, debido al mal estado de las vías y el poco flujo de pasajeros entre Gutiérrez y Villa Elisa.
En octubre de 2024, se comenzaron a colocar ménsulas nuevas para posterior electrificación en el empalme de Bosques y la estación Santa Sofía, por lo qué en un futuro se espera que, luego de electrificado el tramo hasta Gutiérrez y renovadas las vías, se haga en segunda etapa lo mismo hasta Villa Elisa, reactivándose así el Ramal Temperley - La Plata
Desde el 1 de febrero de 2015 varios servicios procedentes de Plaza Constitución terminan en esta estación por las obras de un viaducto en Ringuelet, haciendo que algunos servicios solo hagan el ramal Constitución - Villa Elisa.
Desde el 6 de septiembre de 2015 hasta el 29 de mayo de 2017 la estación se encontraba sin servicio debido a la finalización de las obras de electrificación por parte del gobierno nacional. Se esperaba su reapertura con servicios eléctricos regulares para el 17 de febrero, según lo anunciado por la entonces presidenta Cristina Fernández de Kirchner. Desde entonces solo se le habían agregado algunas columnas, faltando la elevación de sus andenes, colocación de pórticos y ménsulas, además de la colocación y energización de los cables de contacto. Finalmente la estación fue habilitada para el nuevo servicio eléctrico el 29 de mayo de 2017
Actualmente se está construyendo una subestación eléctrica en inmediaciones de la estación. Esta tiene como objetivo alimentar a la red en el tramo Quilmes - La Plata.

## Infraestructura
Posee tres andenes, dos para el ramal Plaza Constitución - La Plata (vía Quilmes) y uno como terminal del servicio Plaza Constitución - Villa Elisa (vía Quilmes) o Villa Elisa - Bosques (Vía Temperley) (actualmente fuera de servicio). 
Anteriormente en las playas de la estación se encontraba un viejo vagón y un Locotractor Cockerill

## Diagrama
| Vía 1                    | Terminal de trenes fraccionados provenientes de Constitución Partida de trenes fraccionados hacia Constitución (próxima Pereyra) |
| Plataforma central Norte | |
| Vía 2                    | Trenes a La Plata provenientes de Constitución (próxima City Bell)                                                               |
| Vía 3                    | Trenes a Constitución provenientes de La Plata (próxima Pereyra)                                                                 |
| Plataforma Sur           | |